# Amblyceps murraystuarti
Amblyceps murraystuarti är en fiskart som beskrevs av Chaudhuri, 1919. Amblyceps murraystuarti ingår i släktet Amblyceps och familjen Amblycipitidae. IUCN kategoriserar arten globalt som otillräckligt studerad. Inga underarter finns listade i Catalogue of Life.